# Lyman Ward
Pour les articles homonymes, voir Ward.
Lyman Ward est un acteur canadien, né le 21 juin 1941 à Saint-Jean (Nouveau-Brunswick).

## Filmographie

### Cinéma
- 1973 : Coffy, la panthère noire de Harlem (Coffy) de Jack Hill : un aide-soignant
- 1977 : La Dernière Route (The Last of the Cowboys) de John Leone : Leland
- 1981 : C'est ma vie, après tout ! (Whose Life Is It Anyway?) : un docteur
- 1985 : Créature (Creature) : David Perkins
- 1986 : La Folle Journée de Ferris Bueller : Tom Bueller
- 1991 : Guilty as Charged : Stanford

### Télévision
- 1991 : Arabesque (Murder, She Wrote) : Mitchell Laurence (saison 7, épisode 14)
- 1982 : Les Enquêtes de Remington Steele (Remington Steele) : Russell Forsyth (1 épisode)
- 1982 : Comment se débarrasser de son patron (9 to 5) (1 épisode)
- 1982 : Cagney et Lacey (Cagney and Lacey) : Arthur Barret (1 épisode)
- 1981 : Jessica Novak (1 épisode)
- 1981 : The Phoenix : Howard (1 épisode)
- 1981 : A Girl's Life : M. Brooks
- 1980-1982 : Barney Miller : Jetter/M. McCready (2 épisodes)
- 1979 : Galactica (Battlestar Galactica) : Karibdis (1 épisode)
- 1978 : Alice : Burt Gilman (1 épisode)
- 1978 : L'Homme de l'Atlantide (Man from Atlantis) : Clavius (1 épisode)
- 1977 : Kojak : Larry Jordan (1 épisode)
- 1976 : Having Babies : Docteur Cabe
- 1976 : Laverne and Shirley (Laverne & Shirley) : Tad Schotz (1 épisode)
- 1975 : Au fil des jours (One Day at a Time) : Steve Blanchard (1 épisode)
- 1974 : Get Christie Love! : Moretti (1 épisode)
- 1972 : The Delphi Bureau (en) (1 épisode)
- 1971 : Bonanza : Pete (1 épisode)